# بليك هنتر
بليك هنتر (بالإنجليزية: Blake Hunter)‏ هو كاتب سيناريو أمريكي، ولد في القرن العشرين.

## وصلات خارجية
- بليك هنتر على موقع IMDb (الإنجليزية)
- بليك هنتر على موقع قاعدة بيانات الفيلم (الإنجليزية)